# 五十円紙幣
五十円紙幣（ごじゅうえんしへい）は、日本銀行券の一つ。五十円券、五十円札とも呼ばれる。紙幣券面の表記は「五拾円」。1951年（昭和26年）から7年間発行された、高橋是清を肖像とするB号券のみが存在し、現在発行されていないが法律上有効である。

## 概要
額面50円の兌換券は1884年（明治17年）5月26日に制定された「兌換銀行券条例」の中で規定され、1885年（明治18年）より日本銀行兌換券が発行されたが五十円券の発行は見送られた。
1927年（昭和2年）春に発生した昭和金融恐慌時に不足した現金を補うために片面印刷の紙幣として乙二百円券と同時に甲五拾圓券（甲号券）も急遽造幣されたが、乙二百円券が発行され一部流通した一方で、甲五十円券は金融混乱の収束を見て発行に至らなかった。
その後も額面50円の券種は長く発行されなかったが、朝鮮戦争時のインフレの中で十円紙幣の需要が増加したことから、1951年（昭和26年）に百円紙幣と十円紙幣の中間券種としてB五十円券（B号券）が発行された。
1955年（昭和30年）から50円ニッケル貨（無孔）が発行され、B五十円券は1958年（昭和33年）を以て発行を終了した。以後額面50円の貨幣としては50円硬貨が発行されている。

## B号券

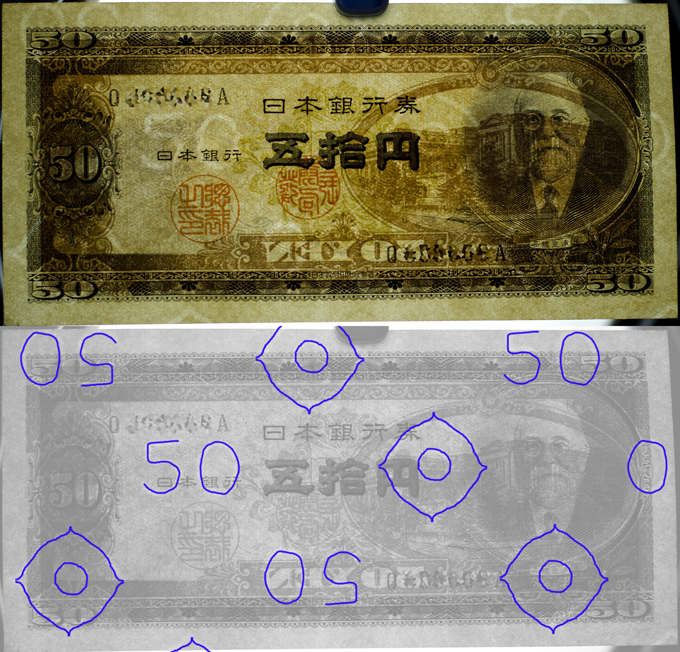
B50円券のちらし透かし

B券とも呼ばれる。1951年（昭和26年）11月24日の大蔵省告示第1752号「昭和二十六年十二月一日から発行する日本銀行券五拾円の様式を定める件」で紙幣の様式が定められている。主な仕様は下記の通り。
- 日本銀行券
- 額面 五拾円（50円）
- 表面 高橋是清
- 裏面 日本銀行本店本館
- 印章 〈表面〉総裁之印　〈裏面〉発券局長
- 銘板 日本政府印刷庁製造
- 記番号仕様
  - 記番号色 黒色
  - 記番号構成 記号：英字1文字＋通し番号：数字6桁＋記号：英字1文字
- 寸法 縦68mm、横144mm[3]
- 製造実績
  - 印刷局から日本銀行への納入期間 1951年（昭和26年）10月5日 - 1955年（昭和30年）3月30日[4]
  - 製造枚数 360,600,000枚[5]
- 発行開始日 1951年（昭和26年）12月1日[3]
- 支払停止日 1958年（昭和33年）10月1日[1]
- 発行終了
- 有効券

五十円紙幣が日本銀行券として発行されるのはこれが最初であり、政府紙幣を含めても明治通宝五十円券以来である。
朝鮮戦争の影響などを受け物価水準が高騰し市中取引での十円紙幣の需要が増加したものの、当時の法定通貨（紙幣・硬貨）の構成は額面金額10円の次が100円となっていたことからA十円券の流通枚数が増加し消費者や金融機関などの負担となったため、これを軽減するために1951年（昭和26年）に百円紙幣と十円紙幣の中間券種として発行された。元々の計画ではB五百円券の発行開始後百円紙幣の改刷に着手する予定であったが、前述の事情やA百円券の在庫に余裕があったことなどから、先に五十円紙幣が発行されることとなった。
表面右側には高橋是清の写真を基にした肖像が描かれ、その下には月桂樹があしらわれている。また表面左右には「五拾」の文字のマイクロ文字を敷き詰めているほか、上下の輪郭には「50」の数字が入った割模様と、地模様として「50」の数字のレリーフ模様および中央から左右に広がる唐草模様を描いている。裏面左側には肖像の高橋是清に因んで東京都中央区にある日本銀行本店本館の建物が描かれており、右側の地模様には「50」の数字が連続印刷されている。
記番号はB号券の他券種・C号券・D号券・E号券と同じくアルファベット＋数字6桁＋アルファベット1桁の形式の組み合わせであるが、このB号五十円紙幣の場合は発行枚数が少ないため頭のアルファベットが1桁のものしか存在しない。
透かしは「50」の数字と日本銀行行章の図柄の不定位置の「ちらし透かし」であるが、他のB号券同様印刷と重なっていることもあり確認しにくい。紙幣用紙は木材パルプに少量の三椏およびマニラ麻を混合したものとなっている。
使用色数は、表面6色（内訳は凹版印刷による主模様1色、地模様3色、印章1色、記番号1色）、裏面3色（内訳は主模様1色、地模様1色、印章1色）となっている。B号券の中では唯一表面のみが凹版印刷によるものであり、裏面は凸版印刷である。
1951年（昭和26年）末の発行開始後、1955年（昭和30年）9月には五十円硬貨（無孔ニッケル貨）が登場したことで紙幣の需要が急減し、同年中には発行開始から僅か4年で五十円紙幣の製造が終了した。1958年（昭和33年）10月には日本銀行からの支払も終了したため発行期間は僅か7年弱であり、流通した枚数も少ない。
日銀の勘定店における受入時の現金の整理においては、「B百円券を除く額面価格100円以下の銀行券」に該当し、無条件で引換依頼の対象とされている。
法的には有効な紙幣ではあるが、自動販売機、ATM等で受け付けられないほか、対面取引では見慣れぬ紙幣で真贋が判断できないとして受け取りを拒否されることがある。銀行の窓口に持ち込むと口座への預け入れや現行の硬貨への交換ができるが、場合によっては日本銀行での鑑定に回され日数を要する場合がある他、銀行によっては取り扱い手数料が要求されることがある。
尚、発行・現存枚数が少ないため、現在は額面価値に対して古銭としての価値が高くなっており、数千円で取引されることがある。

## 未発行紙幣

### 甲号券
1927年（昭和2年）4月24日の大蔵省告示第67号「日本銀行發行兌換銀行券ノ内五拾圓券發行」で紙幣の様式が定められ製造が行われたものの、実際には発行されなかった。主な仕様は下記の通り。
- 日本銀行兌換券
- 額面 五拾圓（50円）
- 表面 彩紋、兌換文言
- 裏面 印刷なし
- 印章 〈表面〉総裁之印 〈裏面〉なし
- 銘板 大日本帝國政府内閣印刷局製造
- 記番号仕様
  - 記番号色 赤色［通し番号なし（組番号のみ）］
  - 記番号構成 〈記号〉組番号：「｛」＋数字1桁＋「｝」　〈番号〉通し番号なし
- 寸法 縦63mm、横113mm[10]
- 製造実績
  - 印刷局から日本銀行への納入期間 1927年（昭和2年）4月25日 - 1927年（昭和2年）4月25日[4]
  - 記号（組番号）範囲 1のみ（1記号当たり1,000,000枚製造）[4]
  - 製造枚数 48,000枚[4]
- 発行開始予定日 1927年（昭和2年）4月26日[10]
- 発行せず

1927年（昭和2年）4月の昭和金融恐慌が原因で発生した取り付け騒ぎの沈静化のために、裏面の印刷を省略した甲五拾圓券が同年4月25日に4万8000枚製造された。発行開始の官報公示もおこなわれたが、騒ぎが収まったため発行には至らなかった。告示上は1927年（昭和2年）4月26日から発行される予定となっていた。なお発行開始の公示が行われながらも発行には至らなかった日本銀行券は甲五拾圓券の1例のみである。
同じ理由で製造された乙貳百圓券と同じく裏面が白紙になっている。こちらは発行された。
表面のデザインは乙貳百圓券と同様で、表面は既存の証券類等のありあわせの彩紋模様を組み合わせたものであり、アラビア数字での額面金額すら表記されていない。この当時発行されていた日本銀行券には必ず印刷されていた「文書局長」の印章、「日本銀行」の断切文字、英語表記での各種文言（発行元銀行名、額面金額、兌換文言）の表記、日本銀行行章も一切省略されており、印章は「総裁之印」の1つのみとなっている。記番号については赤色印刷で、通し番号はなく組番号（記号）のみの表記となっている。
用紙は通常の紙幣用紙ではなく日本銀行の遠隔地払戻用紙を転用したもので、透かしは日本銀行行章と「銀」の文字の白透かしによるちらし透かしが入っている。
使用色数は、乙貳百圓券と同じく表面2色（内訳は主模様が黒色、印章・記番号が赤色）のみとなっている。
現在見本券のみが現存しており、記番号（通し番号は省略、記号のみの表記）の場所に「記號」と赤色の文字で印刷されたものと、{1}のように記号が入っているものが存在する。
2015年12月29日に放送された「開運!なんでも鑑定団スペシャル」で北海道旭川市の男性が所有していた甲五拾圓券を鑑定したところ鑑定額は1000万円だった。

## 変遷
日本銀行券の発行開始以前には、額面金額50円の紙幣として明治通宝の五十円券が発行されており、1899年（明治32年）12月31日まで通用していた。
- 1884年（明治17年）5月26日：「兌換銀行券条例」の中で額面50円の兌換券が規定され、翌年より日本銀行券の発行が開始されるが、50円券の発行は見送り。

（この間は額面金額50円の法定通貨（紙幣・硬貨）の製造発行なし）
- 1927年（昭和2年）4月24日：昭和金融恐慌の沈静化のため甲五拾圓券の様式を制定[10]。
- 1927年（昭和2年）4月26日：甲五拾圓券発行開始予定[10]。図柄は彩紋のみで裏面は印刷なし。ただし発行前に事態沈静化のため不発行。

（この間は額面金額50円の法定通貨（紙幣・硬貨）の製造発行なし）
- 1951年（昭和26年）11月24日：B五十円券の様式を制定[3]。
- 1951年（昭和26年）12月1日：B五十円券発行開始[3]。図柄は高橋是清と日本銀行本店本館。
- 1958年（昭和33年）10月1日：B五十円券の日本銀行からの支払停止[1]。

五十円紙幣の実質的な使用期間は1951年（昭和26年）末から1958年（昭和33年）までの7年弱のみであった。
後継は1955年（昭和30年）9月1日に発行開始された五十円硬貨（五十円ニッケル貨）である。